# Крис Прат
Крис Прат (на английски: Chris Pratt) е американски актьор, носител на награда „Сатурн“. От 2017 г. има звезда на Холивудската алея на славата.

## Биография
Прат е роден на 21 юни 1979 г. във Вирджиния.

## Частична филмография
- 2003 – „Непознати с бонбони“
- 2008 – „Неуловим“
- 2009 – „Булчински войни“
- 2009 – „Страстите на Дженифър“
- 2011 – „Купонът на живота ти“
- 2011 – „Кешбол“
- 2012 – „Безкрайният годеж“
- 2012 – „Враг номер едно“
- 2013 – „Пълен т*шак“
- 2013 – „Кой е баща ни?“
- 2013 – „Тя“
- 2014 – „Пазители на Галактиката“
- 2014 – „LEGO: Филмът“
- 2015 – „Джурасик свят“
- 2016 – „Великолепната седморка“
- 2016 – „Пасажери“
- 2017 – „Пазители на Галактиката: Втора част“
- 2018 – „Джурасик свят: Рухналото кралство“
- 2020 – „Напред“
- 2022 – „Джурасик свят: Господство“
- 2023 – „Супер Марио Bros.: Филмът“
- 2024 – „Гарфилд: Филмът“